# Prins Tjiueza
Prins Menelik Tjiueza (12 de marzo de 2002, Walvis Bay, Namibia) es un futbolista namibio y se desempeña como mediocentro ofensivo en el Cape Town City FC de Sudáfrica.

## Carrera
Se formó en el Sailors United Walvis Bay, club con el que estuvo vinculado desde los 11 años. Durante su etapa formativa, fue cedido a Young United Academy y jugó en la segunda división con Spoilers FC. Hizo su debut en primera división durante la temporada 2017/18, con apenas 15 años, cuando la dirigencia de Sailors adquirió el estatus de liga de Flamingo F.C.
En 2021 estuvo a prueba en el club turco Alanyaspor contribuyendo un gol y una asistencia. Prins ya había recibido su residencia turca pero el fichaje no se terminó concretando.
En agosto de 2022 se incorporó al club kosovar Klubi Futbollistik Liria en calidad de agente libre. Hizo su debut y estreno de gol el 23 de noviembre de ese mismo año en la victoria por 2-1 ante el FC Drita por la segunda ronda de la Copa de Kosovo. Jugó 17 partidos, marcó 6 goles y dio una asistencia en dos temporadas.
El 7 de junio de 2024, se hizo oficial su llegada al club sudafricano Cape Town City FC para afrontar la temporada 2024-25 de la Primera División de Sudáfrica. Debutó un mes después en la victoria por 1-0 ante el Sekhukhune United por la MTN8.

## Carrera internacional
Hizo su debut nacional en la selección mayor namibia el 28 de marzo de 2021 en la victoria por 2-1 ante Guinea por la Clasificación para la Copa Africana de Naciones.